# Michio Hoshino
Michio Hoshino (em japonês: 星野 道夫, Ichikawa, 27 de setembro de 1952 - Península de Kamtchatka, 8 de agosto de 1996) foi um fotógrafo de natureza japonês. Ele originalmente veio de Ichikawa, Prefeitura de Chiba. Considerado um dos fotógrafos de natureza mais talentosos de sua época e comparado a Ansel Adams, Hoshino se especializou em fotografias da vida selvagem do Alasca, até ser morto por um urso marrom durante trabalho no Lago Kurilskoye, Russia, em 1996. O livro de Lynn Schooler, The Blue Bear, relata a história da amizade do autor com Hoshino, homem que ele admirava muito por sua habilidade como fotógrafo e sua humanidade. Schooler é um guia selvagem que se tornou fotógrafo por conta própria sob a tutela de Hoshino. Outro livro, The Only Kayak de Kim Heacox, descreve as viagens de Hoshino a Glacier Bay, bem como sua própria amizade pessoal com Hoshino.
Um totem memorial foi erguido em Sitka, Alasca, em 8 de agosto de 2008 (o aniversário de 12 anos da morte de Hoshino), em homenagem a seu trabalho. Parentes e testemunhas do Japão, incluindo sua viúva, Naoko, compareceram à cerimônia. A esposa e o filho de Hoshino sobrevivem a ele.

## Engano da última foto
A foto de um urso entrando em uma barraca que circula pela internet foi emoldurada como a última foto que Michio Hoshino tirou antes de ser atacado por tal urso é fato incorreta. A foto era na verdade uma foto inscrita no concurso de photoshop Worth1000, cujo tema era "enagno da última foto tirada antes da morte".

## Vida
O interesse de Michio pelo Alasca começou aos 19 anos, quando comprou um álbum de fotos que mostrava a vila de Shishmaref. Querendo ver com os próprios olhos, enviou uma carta ao prefeito da vila, que respondeu seis meses depois convidando-o para uma visita. No verão seguinte, ele passou três meses lá, tirando fotos e ajudando na pesca.